# Lu Xing

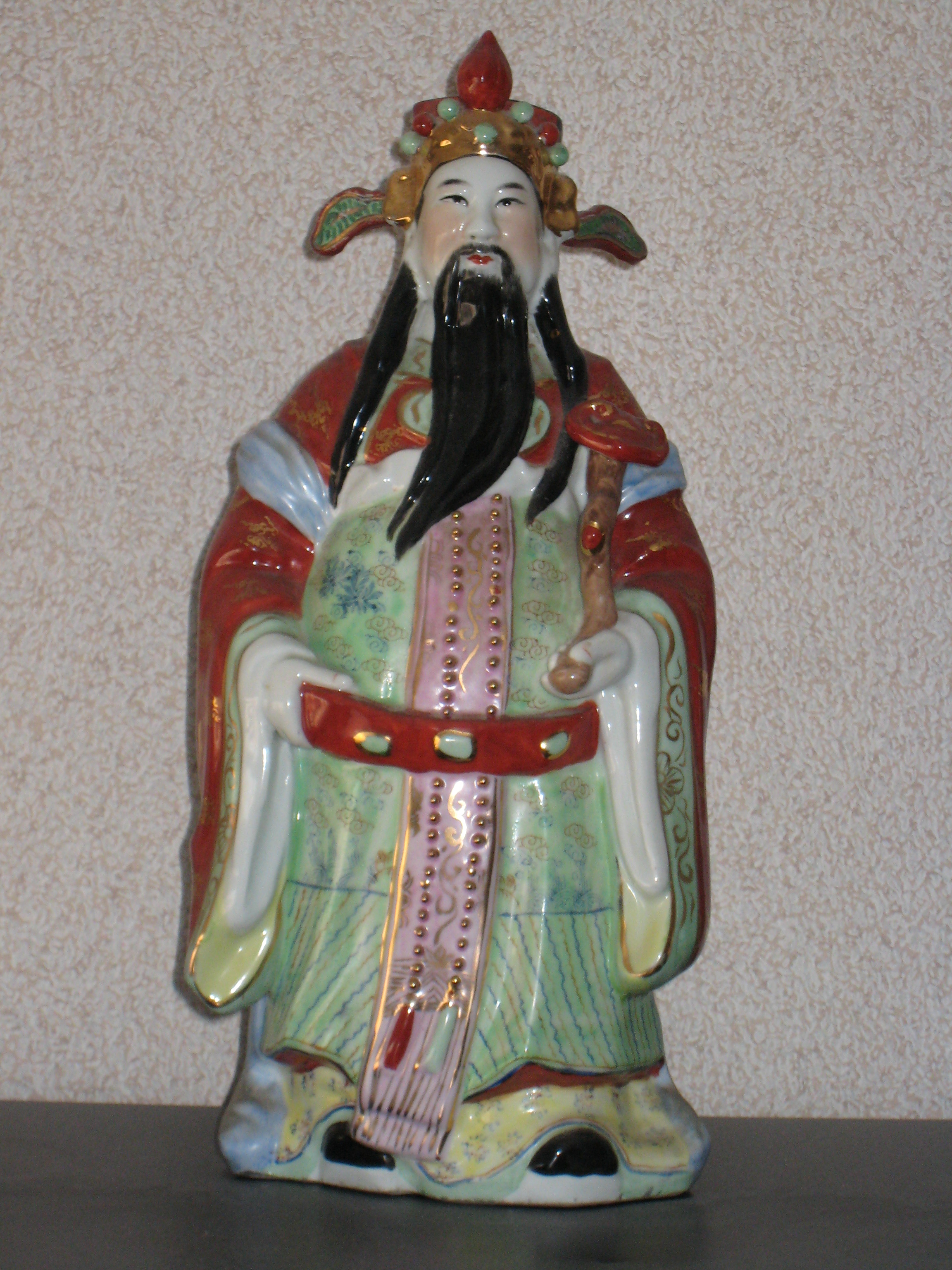

Lu Xing è una divinità della mitologia cinese, il cui nome letteralmente significa astro della fama (祿星). È un membro dei tre San Xing. Il suo simbolo e accompagnamento è il cervo come cavalcatura. Nelle raffigurazioni porta spesso un Ru Yi (una sorta di scettro) nella mano sinistra, come simbolo del suo potere.